# Ахмат (Красноармейский район)
Ахмат — село в Красноармейском районе Саратовской области, в составе муниципального образования город Красноармейск.
Основано в 1709 году.
Население — 48 (2010) человек.

## География
Ахмат располагается на правом берегу Волги в 45 километрах к югу от Саратова и 14 километрах к востоку от Красноармейска. С районным центром село связано рейсовым автобусом. Ближайшая железнодорожная станция Приволжской региональной железной дороги Бобровка находится в 26 километрах. Трасса Р228, соединяющая Саратов и Волгоград, проходит в 20 километрах западнее Ахмата.
В обрывах берега Волги у Ахмата выходят на поверхность породы Туронского и Коньякского веков Мелового периода, встречаются окаменелые останки двустворчатых моллюсков, морских ежей и брахиоподов.

## История

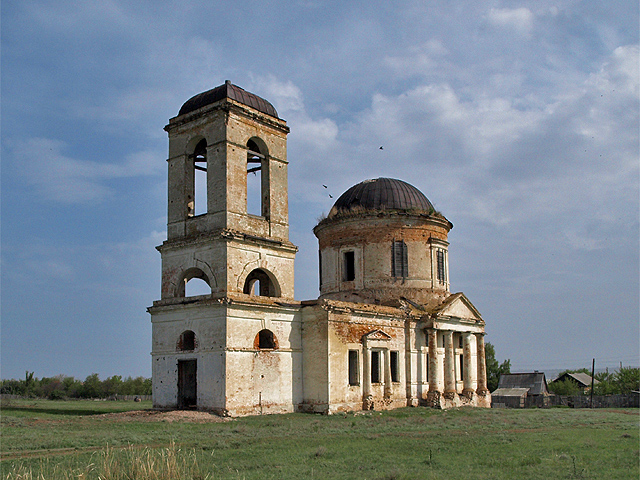
Церковь Воскресения Христова

Первые поселения в районе современного Ахмата были основаны городецкими племенами в эпоху железного века. Найденные археологами следы укрепленного городища относятся к первому тысячелетию до нашей эры. Во времена завоевательных походов татаро-монгольских ханов территория современного Красноармейского района входила в состав Волжской Орды. В этот период ханом Ахматом на берегу Волги при впадении в неё речки Стрелицы был обоснован стан, вокруг которого образовалось небольшое поселение, названное, как и близлежащие гора и остров, в честь ордынского правителя. Спустя два века Ахмат и соседние деревни вдоль берега Волги заселили спасавшиеся от гонений старообрядцы. Официальной датой основания современного Ахмата считается 1709 год.
До революции в составе Камышинского уезда Саратовской губернии село было центром Ахматской волости. Функционировали пристань, церковь с часовней, построенной на месте алтаря старого храма 1827 года, корзины ахматских мастеров были известны далеко за пределами волости. Земская школа была открыта в 1862 году. Также имелись волостное правление, фельдшерский и полицейский пункты, почтовое отделение, пожарный сарай, с 1872 года работала земская станция. К церковному приходу были также приписаны школы в находящихся чуть южнее волостных деревнях Обольяниновке и Студёнке. Согласно переписи населения 1886 года, в селе проживало 2175 человек. По данным 1911 года — 1790 человек.
С 1922 года село входило в состав Голо-Карамышского (в 1927 году переименован в Бальцерский) кантона АССР немцев Поволжья. В 1941 году после ликвидации АССР немцев Поволжья включено в состав Красноармейского района Саратовской области.

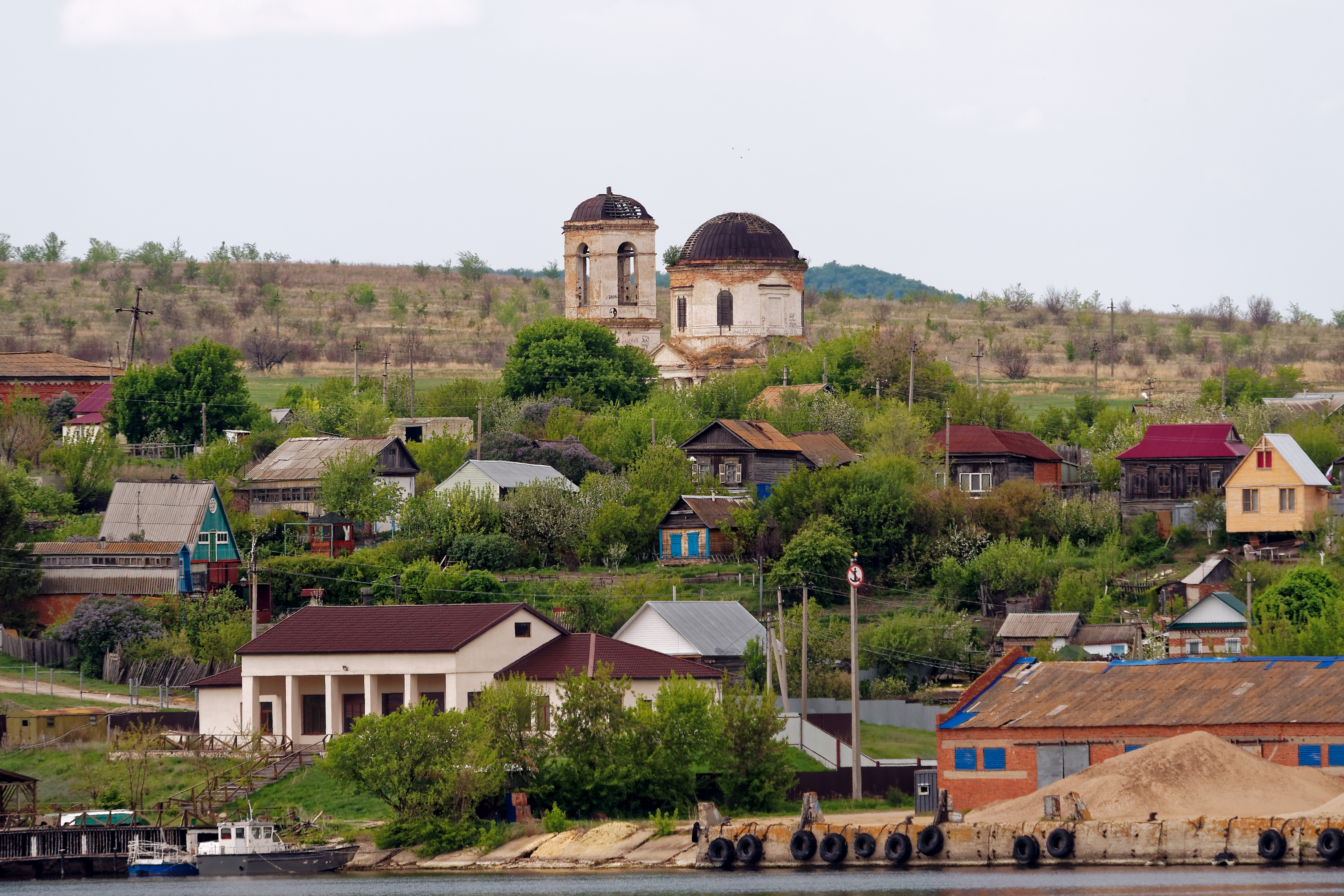
Ахмат, вид с корабля на Волге

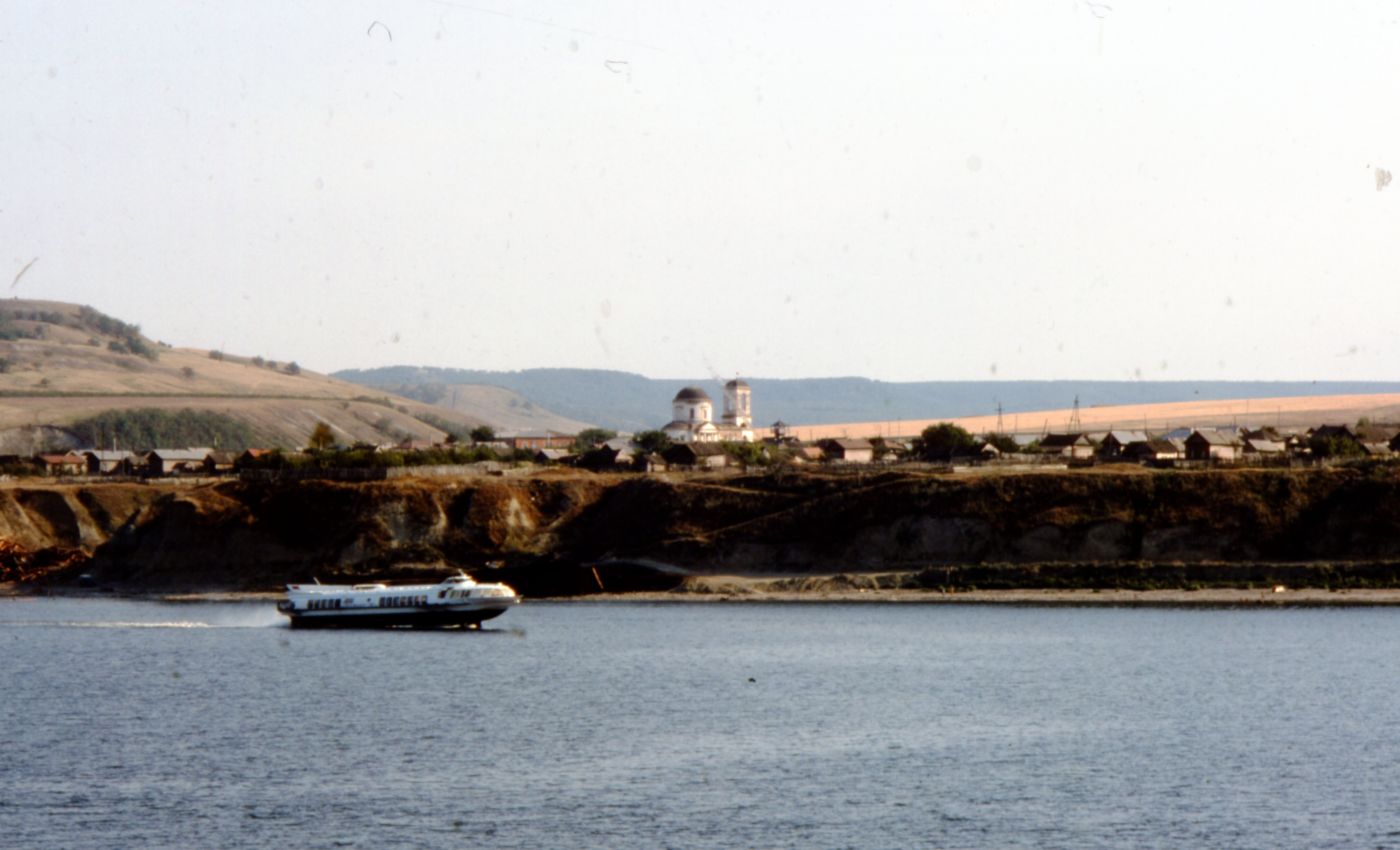
Вид на село и церковь с Волги, фото 1970-х

## Население
Динамика численности населения
| 1886 | 1897 | 1911 | 1926 | 1987 | 2002 |
| ---- | ---- | ---- | ---- | ---- | ---- |
| 2175 | 1630 | 1790 | 1501 | ≈80  | 67   |

| 2010 |
| ---- |
| 48   |

### Достопримечательности
Каменная церковь Воскресения Христова в Ахмате, являющаяся ярким примером русского архитектурного стиля, была освящена в 1839 году. Здание стоит на возвышенности и видно издалека как со стороны дорог, ведущих в село, так и с проплывающих по Волге кораблей. Сегодня закрытый в годы советской власти храм находится в заброшенном состоянии. Внутреннее убранство полностью утеряно, однако само здание разрушений избежало.

## Известные личности
Уроженцами села являются руководитель первых советских ледовых операций в Арктике, капитан ледоколов «Красин» и «Ермак» М. Я. Сорокин, первый помощник механика теплохода «ОТ-2412» на судоремонтно-судостроительном заводе им. С. Бутякова в г. Звенигово Марий Эл В. В. Александров и директор Саратовского медицинского института и Саратовского научно-исследовательского института восстановительной хирургии и ортопедии Б. А. Никитин.